# Liste des métiers
Ne doit pas être confondu avec Liste des anciens métiers.

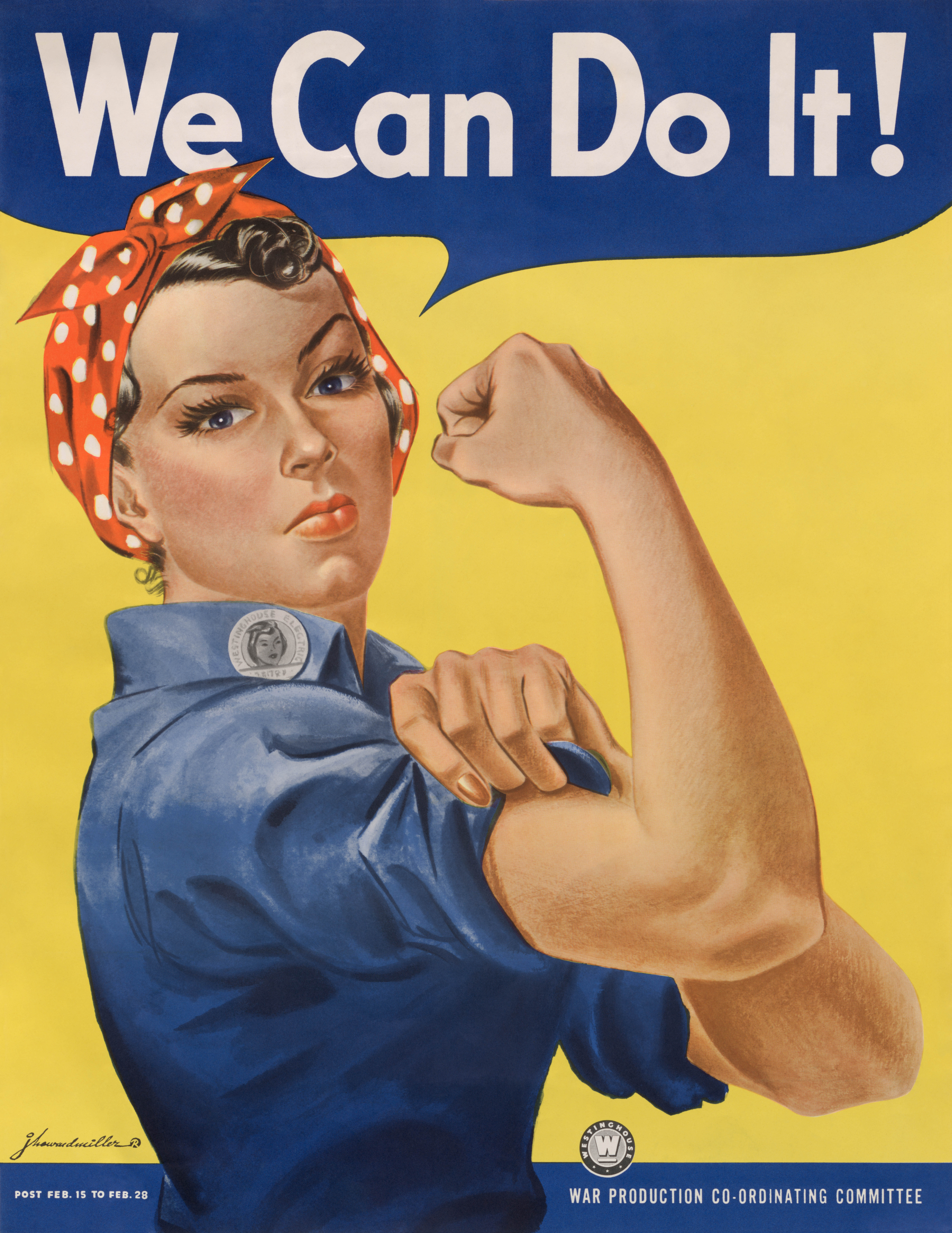
Rosie la riveteuse, pendant la Seconde Guerre mondiale.

Cette liste des métiers regroupe l'ensemble des métiers et des professions exercées dans le monde par secteur d'activité.
Cette liste ne comprend que les métiers exercés durablement, légaux, et avec une couverture significative, à l'exclusion des variations, des appellations et des métiers émergents.
Les métiers moins connus sont l'objet d'une courte description de leur nature, à moins qu'ils ne se trouvent parmi les métiers qui ne sont plus exercés.
Les métiers sont classés par 16 secteurs d'activités repris par la Classification internationale type des professions (CITP).

## Histoire et définition
Un métier est d'abord l'exercice par une personne d'une activité dans un domaine professionnel, en vue d'une rémunération. Par extension, le métier désigne le degré de maitrise acquis par une personne ou une organisation du fait de la pratique sur une durée suffisante de cette activité (expérience et savoir-faire acquis, voire amélioration des pratiques si ce métier le permet).
La profession, du latin professio (« déclaration, déclaration publique, action de se donner comme ») est le métier exercé par une personne. Il s'agit d'une activité manuelle ou intellectuelle procurant un salaire, une rémunération, des revenus à celui qui l'exerce. Il constitue également un rôle social. Par extension, la profession désigne le métier appartenant à un secteur d'activité particulier. On parle ainsi de profession agricole, commerciale, médicale, artisanale, de la magistrature, de l'enseignement, du bâtiment, de l'industrie, du commerce. Certaines professions sont réglementées, c'est-à-dire que leur exercice n'est pas libre et elles sont spécialement organisées par une loi et des règlements qui en fixent les modalités et la déontologie.
La naissance de la notion de métier consiste à répondre à des besoins sociaux de plus en plus complexes. Dérivé de l'ancien français « menestier » (IXe siècle), « mistier », puis  « mestier » (XIe siècle), hérité du latin populaire « misterium » et du latin classique « ministerium ». Signifie initialement le « besoin », puis le « service » ou la « fonction ». C'est un doublet populaire de ministère (au service de), issu du latin chrétien pour « service divin » Io Deo menestier. L'apparition de ce terme se conjugue avec le besoin de répartir les métiers de façon intangible comme le système de castes en Inde. En parallèle en Europe, il existe à la fin de l'Antiquité, des collectifs de profession gallo-romans et des guildes germaniques. C'est véritablement au Moyen Âge et dans l'Ancien Régime, que les professions émergent avec la mise en place de corporations soumises selon les cas à des serments ou des règlements royaux. Vers la fin du XIe siècle, les personnes exerçant un même métier dans les villes alors en développement se sont organisées en communautés de métiers, appelées corporations à la fin de l'Ancien Régime.
Les communautés de métier avaient un pouvoir de réglementation très strict en matière d'organisation du travail, de la production, et de la commercialisation, comme en témoigne le Livre des métiers rédigé en 1268 par Étienne Boileau, prévôt de Paris à la fin du règne de Saint Louis. Ces communautés de métiers s'organisent en hiérarchie stable au XVIe siècle : apprenti-compagnon-maître. Dans les régions où l'économie se développe, elles prennent une importance sociale et politique croissante. En France, elles jouent un grand rôle dans le recul de la féodalité et l'affirmation de la monarchie. Pendant la Révolution française, dans un souci de supprimer des intérêts intermédiaires qui pouvaient s'interposer entre l'intérêt de l'individu et l'intérêt général, le décret d'Allarde (2 et 17 mars 1791) a supprimé les corporations, puis la loi Le Chapelier (14 juin 1791) a interdit les regroupements professionnels et la grève.
Toutefois, le développement pré-industriel des XVIIe et XVIIIe siècles multiplie les artisans et commerçants libres contre des corporations figées et hostiles à toute évolution, devenues des organes passifs du pouvoir politique. Les métiers deviennent un facteur indépendant du pouvoir politique avec la suppression des corporations par Turgot en février 1776, suivie rapidement par leur rétablissement en août de la même année, et à leur suppression définitive pendant la Révolution, par le décret d'Allarde des 2 et 17 mars 1791, puis confirmée par la loi Le Chapelier du 14 juin 1791. On parle aujourd'hui quelquefois de corps intermédiaires, mais il s'agit d'une notion assez différente, puisque les syndicats regroupent le plus souvent des métiers différents, tout en étant organisés par métiers et par secteurs géographiques. En outre, les syndicats ont essentiellement pour mission de défendre les intérêts des travailleurs, et non de faire respecter la réglementation relative à une profession, dans la mesure où elle existe. Dans ce sens, l'équivalent des communautés de métier du Moyen Âge et de l'époque moderne serait plutôt les ordres professionnels dans les professions réglementées (ordre des médecins, conseil national des barreaux, ordre des pharmaciens, etc.).

### La genèse philosophique des listes de métiers
De la Révolution à la fin de la Seconde Guerre mondiale, le monde du travail connaît de nombreux changements. À la fin du XIXe siècle, dans la préface à la seconde édition de sa thèse portant sur “La division du travail social”, Durkheim s’inquiéta des potentiels désordres au sein du classement des métiers par les risques d’anomie provoqués par un déficit de régulation. Dans cette perspective, il réalise une étude avec le sociologue Marcel Mauss sur les formes dites primitives des classifications ou listes des métiers soulignant qu’elles « permettent de représenter les êtres et les faits sous la forme de groupes coordonnés et subordonnés les uns aux autres ».
De surcroit, il indique aussi que, « [...] classer, ce n’est pas seulement constituer des groupes, c’est disposer ces groupes suivant des relations très spéciales. Nous nous les représentons comme coordonnés ou subordonnés les uns aux autres ; nous disons que ceux-ci, (les espèces), sont inclus dans ceux-là, (les genres), que les seconds subsument les premiers. Il en est qui dominent, d’autres qui sont dominés, d’autres qui sont indépendants les uns des autres. Toute classification implique un ordre hiérarchique dont ni le monde sensible ni notre conscience ne nous offre le modèle. Il y a donc lieu de se demander où nous sommes allés le chercher. »,.

### L'émergence des listes de métiers au sortir de la Seconde Guerre mondiale
C’est au lendemain de la Seconde Guerre mondiale qu'un dispositif de classement de l’ensemble des emplois est mis en œuvre. Par conséquent, cela permet l’instauration d’un ordre public social grâce à la sécurité sociale et aux conventions collectives.En effet, la convention collective est d’abord un premier pas vers le classement des métiers. Cette nomenclature plus ou moins détaillée est associée à une échelle hiérarchique. Les conventions collectives n’inventent pas, elles explicitent et formalisent un ordre qui, dans de nombreuses branches professionnelles, fait correspondre les métiers avec leur secteur d'activité. Les classifications permettent de fixer une hiérarchie et une définition des métiers au sein d’une branche professionnelle. ces listes permettent de jouer un rôle dans la régulation et de classification du marché du travail.afin d'aider les travailleurs à positionner leur métier au sein des nombreux secteurs d'activité.
En France, les classifications se caractérisent par une très grande inertie. Elles n'ont quasiment pas changé depuis grâce à une longue réflexion spécifique à la France comme le reconnaissent Alain Desrosières et Laurent Thévenot, administrateurs à l’Insee, qui ont largement contribué à l’élaboration de la nomenclature. Le tout premier système de classification mis en place par l’INSEE en 1954 sert de grille de lecture et d’interprétation des principaux phénomènes sociaux avec la nomenclature des catégories socioprofessionnelles (CSP) de nos jours remplacées par les professions et catégories socioprofessionnelles (PCS). Leurs évolutions sont des indicateurs majeurs de l’ordonnancement de la société et des changements qui l’affectent, à l'instar de nombreuses autres classifications dans le monde utilisant pour la plupart les mêmes critères typologiques. Par la suite en 1989, c'est le Répertoire opérationnel des métiers et des emplois (ROME) crée par l'Agence nationale pour l'emploi (ANPE) qui reprend les éléments de classification de l'INSEE tout en apportant des éléments statistiques propre à chaque métier.

## Classifications des métiers dans le monde
La majorité des pays dans le monde ont mis en place une liste des métiers, appelée dans la plupart des cas « répertoire » ou « classification ». Tous ces registres ont, malgré leurs méthodologies différentes, le point commun de répertorier un ensemble de mêmes métiers au sein de secteurs d'activités similaires. Toutefois, certains registres contient plus de métiers que d'autres afin de faire correspondre leur classification aux spécificités locales de leur nation, notamment dans le domaine de l'artisanat. En moyenne, le nombre de métiers classifiés est de 500, quant aux secteurs d'activités, ils sont en moyenne au nombre de 10. Les secteurs d'activités correspondent au domaine du métier visé, il regroupe plusieurs groupes de base de métiers, à l'instar du Guide sur les carrières du Canada.
Depuis le début des années 2000, on voit apparaître une harmonisation au niveau mondial des classifications des métiers par thématiques avec la publication par l'Organisation des Nations Unies (ONU) d'une classification internationale des métiers, La classification internationale type des professions (CITP) est une nomenclature internationale permettant d'identifier aussi précisément que possible chaque métier, et sert de correspondance entre les nomenclatures nationales, pour faciliter les comparaisons entre pays. La CITP est sous la responsabilité de l'Organisation internationale du travail. La première édition date de 1958, la quatrième et dernière version date de 2008. Cette dernière s'inspire de l'ensemble des listes des métiers présent autour du globe. Elle adopte une vision exhaustive afin de recueillir l'assentiment de l'ensemble des états membres de l'organisation internationale. Ainsi, elle regroupe l'intégralité des différentes appellations des métiers de chaque pays membres de l'ONU. Dès lors, selon des chercheurs de l'Université Saint-Joseph de Beyrouth, la mise à jour du CITP 2008 et les catégories prévues restent insuffisantes et inadaptées, oubliant même d'inclure les nouveaux métiers,

### Amérique
Au Canada, le Guide sur les carrières (GC) publiée en fournit la classification thématique des métiers en respectant la classification nationale des professions (CNP). Cette classification établit 10 grandes catégories professionnelles, 40 grands groupes, les 140 groupes intermédiaires et les 500 groupes de base, le GC subdivise davantage les groupes de bases en 512 métiers. La classification canadienne des grandes catégories professionnelles s'articule ainsi : 0 Gestion, 1 Affaires, finance et administration, 2 Sciences naturelles et appliquées et domaines apparentés, 3 Secteur de la santé, 4 Enseignement, droit et services sociaux, communautaires et gouvernementaux 5 Arts, culture, sports et loisirs, 6 Vente et services, 7 Métiers, transport, machinerie et domaines apparentés, 8 Ressources naturelles, agriculture et production connexe, 9 Fabrication et services d'utilité publique,.
Le GC a pour objet de faciliter l’accès et la compréhension des données pour les utilisateurs notamment à travers l'usage de cotes données qui se sont inspirés de la méthode Delphi. Les cotes sont principalement basées aux critères thématiques de chaque profession employés dans le système de classification de la CNP. Les cotes pour les aptitudes sont basées sur sept chiffres tandis que les cotes attribuées aux groupes correspondent aux fonctions des travailleurs. Dans le Guide sur les carrières, on retient la gamme des indicateurs qui semblent pertinents dans un groupe professionnel, ce qui permet dès lors d’identifier les diverses sources de travailleurs dans les professions. La province de Québec quant à elle reprend la classification canadienne en donnant une large place aux métiers de l'artisanat présent au Québec.

### Afrique
En Algérie, l’Agence Nationale de l’Emploi (ANEM) a mis en place la Nomenclature algérienne des métiers/emplois (NAME). Il s'agit d'un référentiel national des métiers exhaustif, permettant une meilleure classification en identifiant les métiers par secteur d’activité, et donc de se positionner sur le marché de l’emploi. Cette approche de regrouper et d'ordonner les différentes appellations d’un métier autour d’un noyau central s'inspire du Répertoire opérationnel des métiers et des emplois français,
L'Union africaine emboite le pas de l'Union européenne en créant elle aussi un Répertoire opérationnel africain des métiers et des emplois (ROAME) reprenant en grande majorité la classification ROME établit par la France.C’est en 2009 que les chefs de projet africain chargé des nomenclatures emploi-métier dans les pays du Bénin, du Cameroun, du Mali et du Sénégal décide, en s'inspirant du modèle de l'Union européenne, d'apporter une dimension continentale à leur répertoire en instituant avec l'assentiment de l'Union africaine, un Répertoire opérationnel africain des métiers et des emplois (ROAME).
La majorité des pays membres de l'Union africaine, notamment les pays de l’Afrique sub-saharienne l'adopte. Il s'agit du premier référentiel régional des professions. Pour chaque métier, il définit les missions, les activités et les qualifications associés. Le répertoire est organisé selon 9 secteurs d'activité regroupant 326 métiers, En 2019, une nouvelle version du répertoire est en cours d'élaboration par l'Union.

### Europe
En France, le Répertoire opérationnel des métiers et des emplois (ROME) est un répertoire créé en 1989 par l'Agence nationale pour l'emploi (ANPE), aujourd'hui Pôle emploi en France. Il sert à identifier aussi précisément que possible chaque métier. La version 2009 du ROME répertorie 14 grands domaines, 531 fiches métiers regroupant plus de 10 000 appellations locales différentes de métiers et emplois. Le code ROME, composé d’une lettre et quatre chiffres, se structure en trois niveaux : Cette nomenclature et la codification du ROME sont utilisées par d'autres organismes publics ou privés traitant de l'emploi. Le ROME est utilisé pour l'élaboration des familles professionnelles (FAP) en France. Les 14 grands domaines sont : Agriculture et pêche, espaces naturels et espaces verts, soins aux animaux, Arts et faconnage d'ouvrages d'art, Banque, assurance, immobilier, Commerce, vente et grande distribution, Communication, media et multimédia, Construction, bâtiment et travaux publics, Hôtellerie- restauration tourisme loisirs et animation, Industrie, Installation et maintenance, Santé, Services a la personne et a la collectivité, Spectacle, Support à l'entreprise et Transport et logistique,.
L'Office national d'information sur les enseignements et les professions (ONISEP) quant à lui institue lui aussi une liste des métiers en France. Leur répertoire contient 779 métiers et appellations différentes, toutefois, ils ne sont pas classés par secteur d'activité contrairement aux répertoires institutionnels. Cette liste n'a pas évolué depuis sa mise en œuvre par cet établissement public.
En Belgique, le Service d'Information sur les Études et les Professions (SIEP) a mis en œuvre en 2004 une classification des métiers en 15 secteurs d’activités et 93 domaines professionnels couvrant 481 métiers.
La Suisse quant à elle, à travers l'Orientation professionnelle, universitaire et de carrière en Suisse, institue une liste des métiers regroupée en 19 secteurs d’activités couvrant 654 métiers.
Au niveau communautaire, l'Union européenne institue en 2017 la classification European Skills, Competences, Qualifications and Occupations (ESCO), « Certification des compétences » en français, qui recense les métiers pour le marché du travail, l'enseignement et les travailleurs européens. Elle fait partie de la stratégie « Europe 2020 ». La catégorie des métiers et l'un des trois piliers de l'ESCO. Elle s'inspire largement de la classification internationale type des professions (CITP). Elle regroupe également les différentes appellations dans chaque pays de l'Union. Dès lors, la classification de l'Union regroupe 417 métiers et 2542 appellations différentes. L'ESCO n'a pas de système de cote indépendant. En effet, chaque métier est mis en relation avec la cote du CITP correspondante. Toutefois, le système de classification européen apparait lourd et peu lisible. Dans cette perspective, la Commission européenne décide de réformer l'ESCO afin de corriger les erreurs commises dans la mise en place de la première version en 2017. Cette réforme débute au printemps 2019, et une nouvelle version devrait voir le jour en 2021.

## Agronomie et alimentation
- Agriculteur, Ouvrier agricole
- Agronome
- Apiculteur
- Barman
- Barista
- Boulanger
- Boucher
- Caviste
- Charcutier
- Chocolatier
- Confiseur
- Cuisinier, Chef de partie
- Cultivateur
- Crémier
- Critique gastronomique

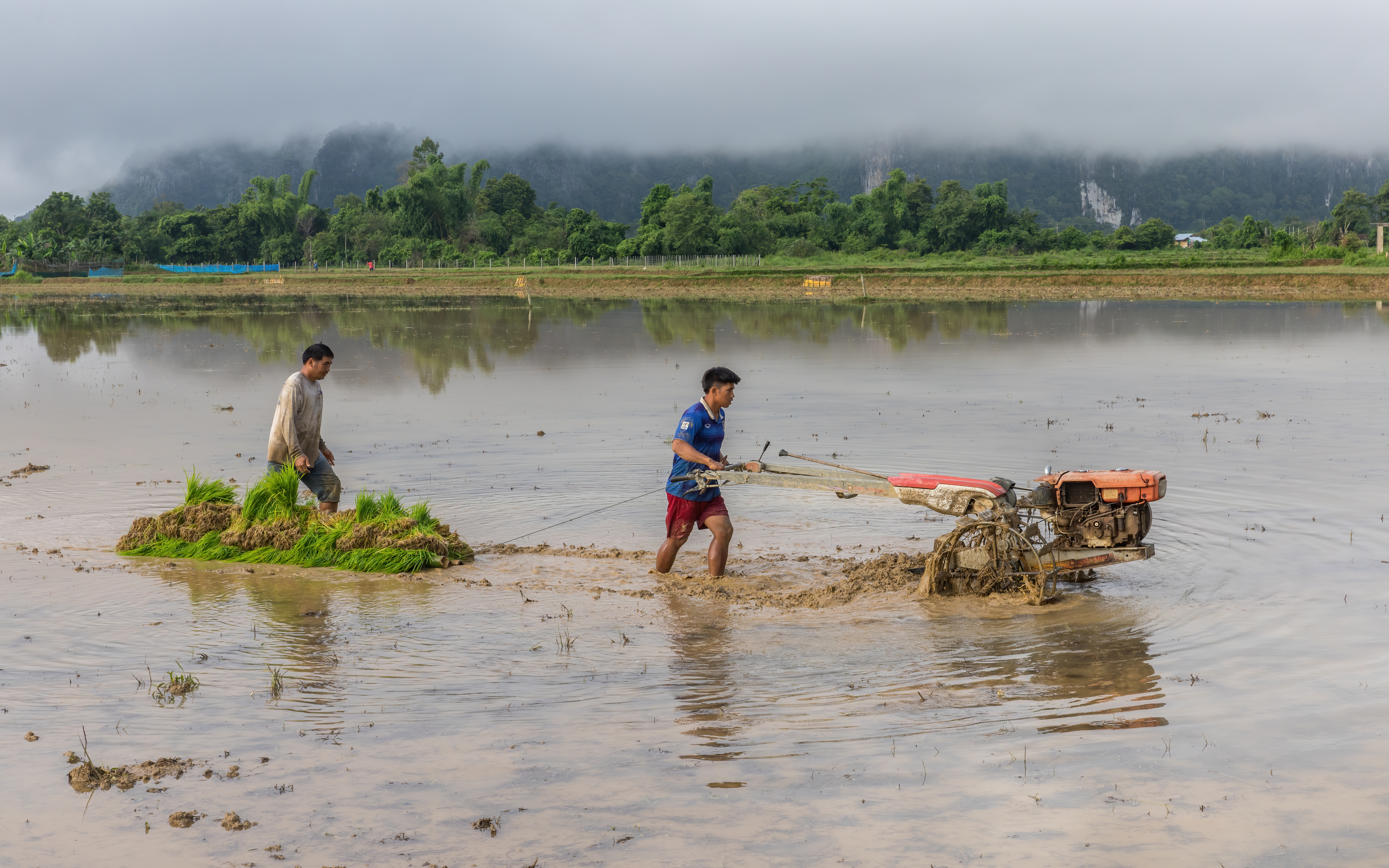
Deux agriculteurs plantant du riz.

- Dabbawallah, métier majoritairement présent en Inde dans la livraison de repas pour les entreprises.
- Fromager
- Glacier
- Horticulteur, Fleuriste, Pépiniériste
- Ingénieur forestier, Ingénieur agronome,
- Jardinier
- Kebabier
- Lardonnier
- Limonadier
- Laitier
- Œnologue, spécialiste de l'œnologie, la science du vin.
- Pizzaïolo
- Primeuriste, marchand de fruits et légumes.
- Plongeur
- Pâtissier
- Poissonnier
- Pêcheur
- Saucier
- Sylviculteur
- Serveur
- Sommelier
- Tonnelier
- Traiteur
- Viticulteur

## Artisanat

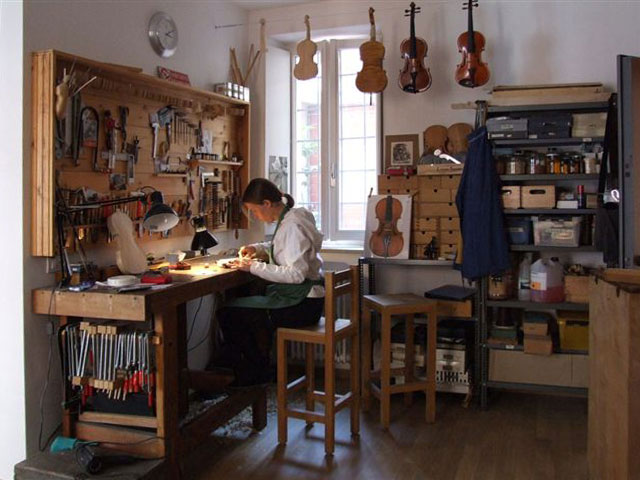
Atelier de lutherie à Crémone.

L’artisanat est la transformation de produits ou la mise en œuvre de services grâce à un savoir-faire particulier et hors contexte industriel de masse : l'artisan assure en général tous les stades de sa transformation, de réparation ou de prestation de services, et leur commercialisation,,, Ces métiers sont garants de savoir-faire alliant procédés traditionnels et savoir-faire évolutifs face à l'émergence des nouvelles technologies,.
Dans certains pays, le maçon, l'électricien sont légalement reconnus comme étant des artisans. Il existe autant de variantes, dans les définitions de l'artisanat et la manière de traiter ce type de secteur économique au travers des entreprises et des hommes qui le composent, qu'il y a de pays. Il n'existe pas une définition international de l'artisanat, mais bien autant de définition qu'il y a autant de pays, y compris en Europe. Cependant il ressort des différents travaux sur l'artisanat que ces entreprises, ces hommes et femmes partagent des caractéristiques et des visions communes de leur métier et de leur savoir-faire.
- Ardoisier
- Armurier
- Bronzier
- Bijoutier
- Ciseleur
- Coutelier
- Campaniste
- Céramiste
- Chaumier
- Chaudronnier
- Cordonnier
- Couturier et Tailleur, anciennement tailleur d'habits
- Coiffeur
- Canneur-rempailleur est un métier consistant à prendre de la paille ou un autre matériau pour refaire la partie de l'objet où l'on s'assoit, l'assise.
- Cirier est un métier fabricant les bougies avec de la cire.
- Doreur
- Encadreur
- Facteur d'instruments
- Forgeron
- Horloger
- Joaillier
- Luthier. Il conçoit, répare les instruments à corde.
- Maréchal-ferrant
- Mosaiste
- Orfèvre
- Polisseur
- Potier. Il fabrique les objets en argile.
- Relieur
- Sertisseur
- Sculpteur
- Teinturier
- Taxidermiste
- Vannier
- Verrier, Vitrailliste, Souffleur de verre

## Audiovisuel et spectacle
- Animateur de télévision
- Accessoiriste
- Acteur
- Artificier
- Bruiteur
- Cadreur
- Chanteur
- Chef de plateau
- Chauffeur de salle
- Clown
- Comédien
- Compositeur
- Danseur
- Directeur artistique
- Directeur de casting
- Dompteur
- Dialoguiste
- Éclairagiste
- Figurant
- Humoriste
- Imitateur
- Ingénieur du son
- Influenceur numérique
- Jongleur
- Maquilleur
- Metteur en scène
- Monteur

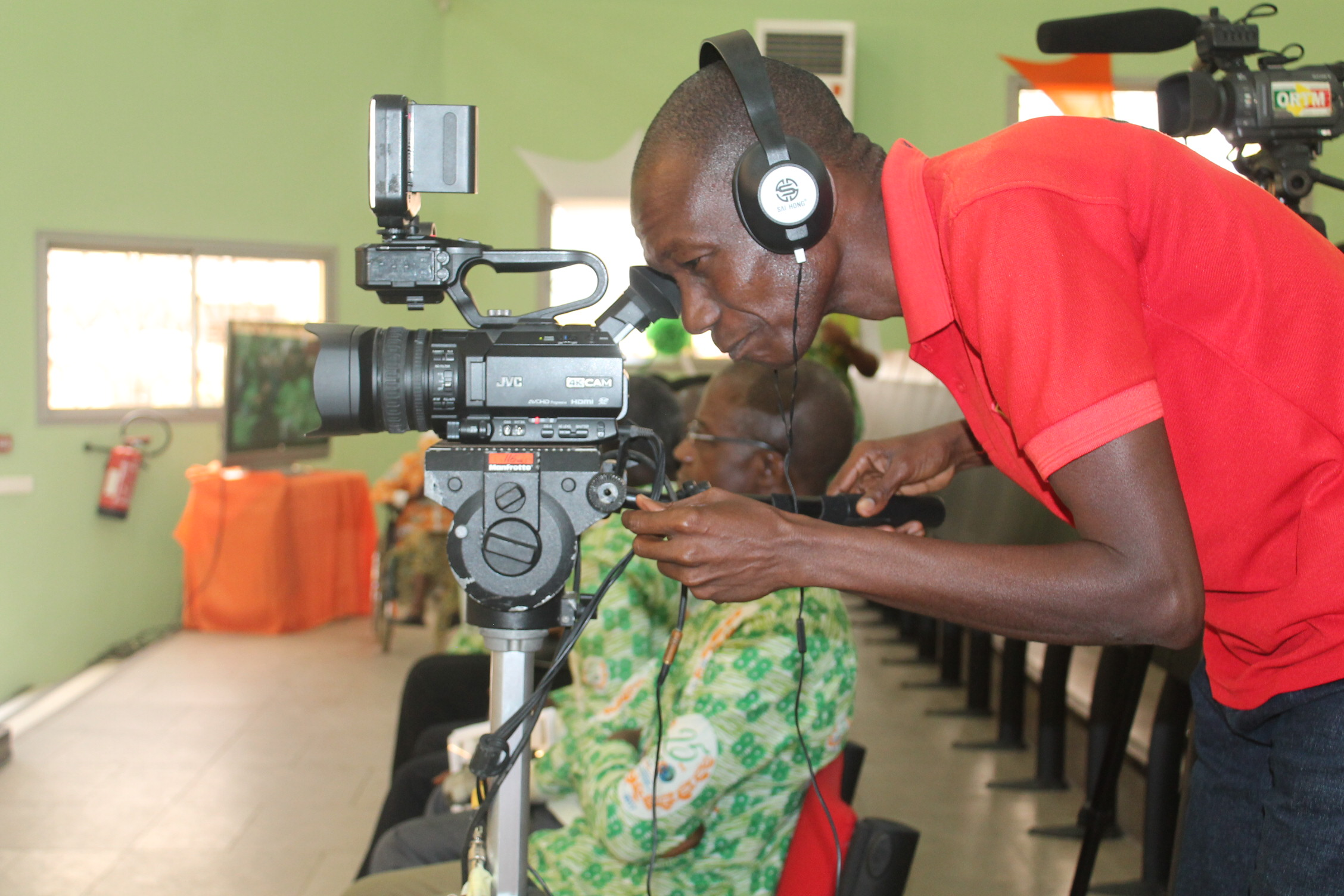
Cadreur filmant un documentaire

- Musicien : Concerne tous les instruments de musique.
- Photographe
- Pigiste est un journaliste rémunéré à la tâche, au nombre de feuillets pour un rédacteur, ou à la durée dans l'audiovisuel. Aux États-Unis, il désigne un type de reporters de télévision spécialisés dans la recherche d'images choc, souvent obtenues en suivant des unités de police dans leurs interventions[47].
- Producteur de cinéma, Producteur de télévision
- Prestidigitateur ou magicien est un métier du domaine de l'art du spectacle qui consiste à créer des illusions[48].
- Projectionniste
- Réalisateur
- Scénariste
- Secrétaire de rédaction
- Ventriloque

## Bâtiment

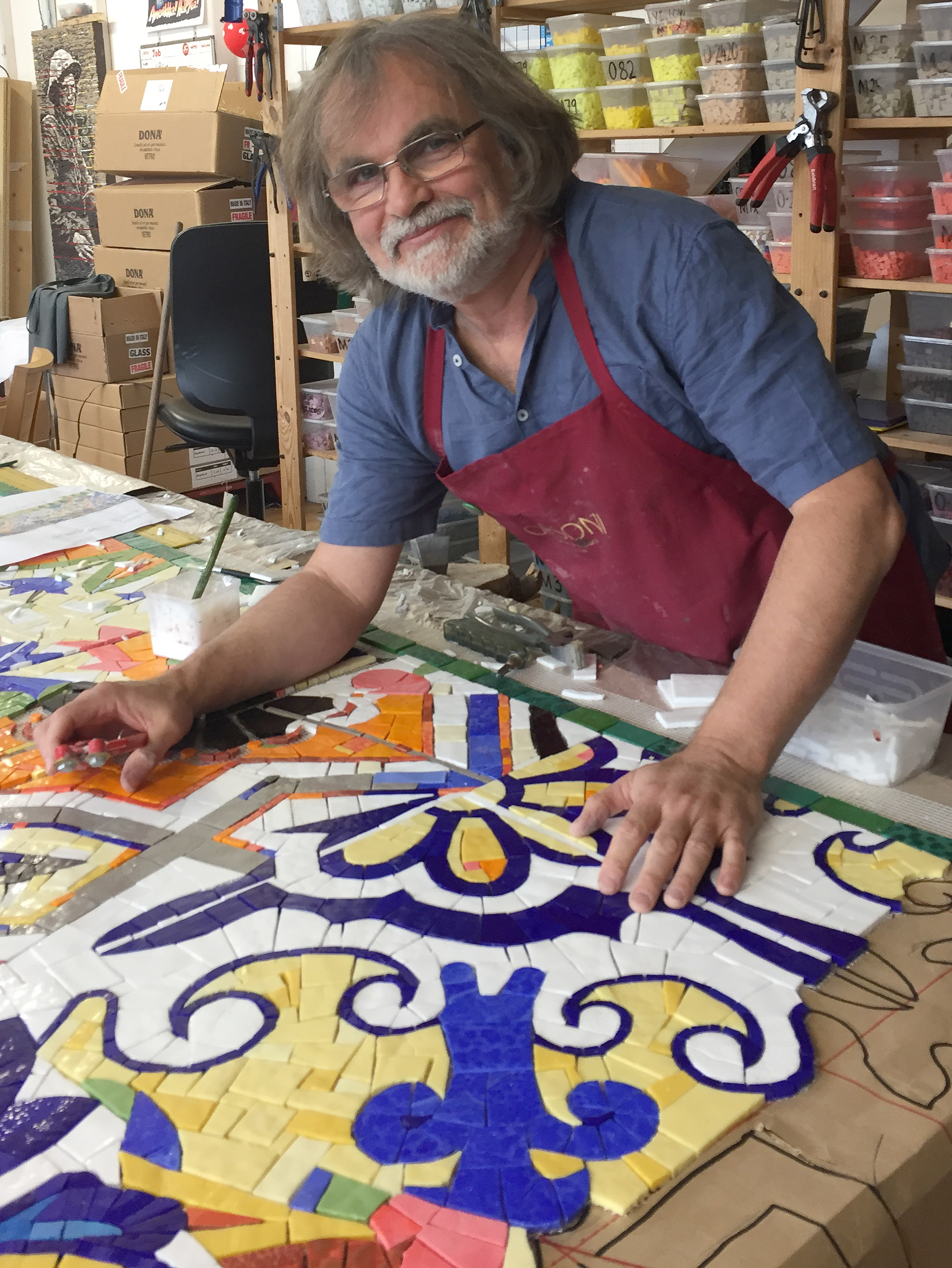
Un carreleur-mosaïste réalisant une mosaique.

La liste des métiers du bâtiment ne cesse de se transformer du fait des nombreuses innovations technologiques. Néanmoins, les métiers les plus traditionnels perdurent dans le temps. Selon les pays, la plupart de ces métiers peuvent relever de l'artisanat.
- Appareilleur. Il utilise des pierres de taille. Il en trace les coupes aux tailleurs de pierre, pour ensuite étant jointes, former les voûtes, les colonnes
- Architecte, Architecte d'intérieur, Architecte paysagiste
- Carreleur
- Charpentier. Ils construisent la charpente des toits, le bois des planchers, les cloisons, les grandes portes
- Chauffagiste
- Cordiste
- Couvreur et Couvreur-zingueur. Ils lattent et couvrent les toits en ardoise, en tuile
- Contremaître
- Designer
- Économiste de la construction
- Électricien
- Entrepreneur. Il est celui qui se charge de la conduite et de l'exécution d'un bâtiment, sur les dessins de l'architecte.
- Escaliéteur réalise les escaliers.
- Étancheur
- Façadier
- Grutier
- Géomètre-expert
- Maçon. Ils construisent les murailles, font les enduits, les crépis, les plafonds On nomme manœuvres des jeunes gens qui ne sont employés qu'à servir les maçons[49].
- Menuisier. Ils font les parquets, les lambris, les croisées.
- Ornemaniste ou Staffeur ornemaniste utilise le plâtre pour ses réalisations.
- Paysagiste
- Plâtrier
- Peintre en bâtiment
- Plaquiste
- Plombier. Ils fournissent et posent le plomb des gouttières, terrasses
- Ramoneur
- Sculpteur. Ils sont de deux sortes, en pierre ou marbre et en bois. Ce sont les sculpteurs en pierre qui font les ornements extérieurs, les moulures, agrafes, masques. Les sculpteurs en bois travaillent aux ornements des boiseries, coquilles, fleurs, guirlande
- Serrurier. Ils fournissent tout le fer des bâtiments, font les rampes d'escalier, rilles, balcons, serrures
- Tailleur de pierre. Ils donnent aux pierres de taille, les formes tracées par les appareilleurs[50].
- Urbaniste
- Vitrier. Ils taillent et posent le verre des croisées.

## Culture
- Archiviste
- Accordeur
- Bibliothécaire[51],[52]
- Biographe
- Calligraphe
- Conteur

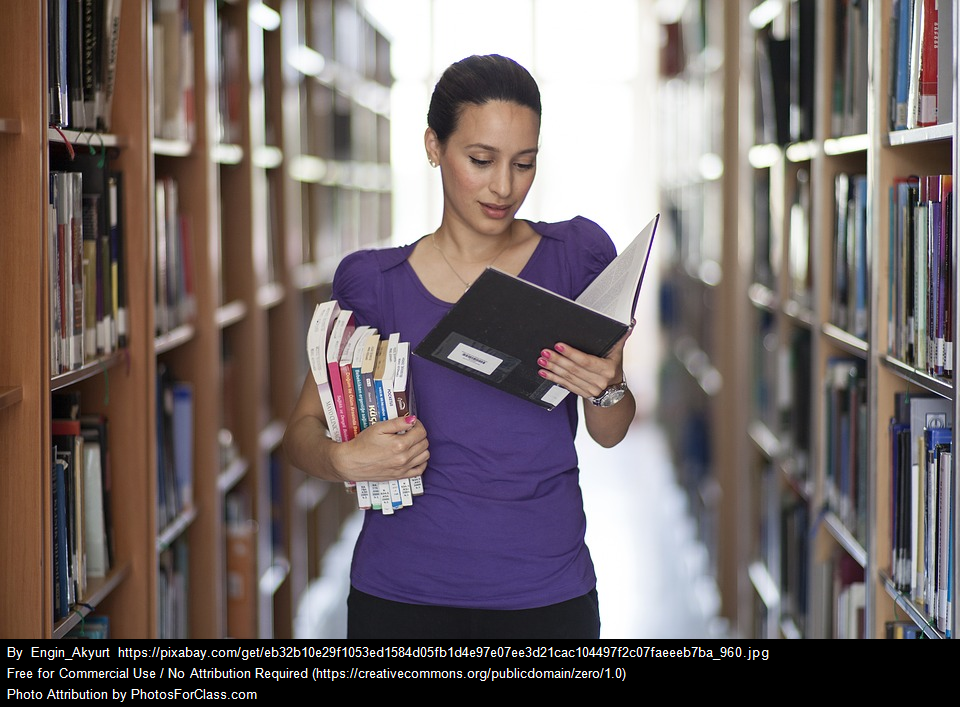
Bibliothécaire avec un livre.

- Conservateur de musée, Conservateur des bibliothèques
- Claviste. Le claviste effectue des opérations de traitement et de mise en forme typographiques de textes destinés à l'impression.
- Copiste
- Correcteur (imprimerie)
- Critique d'art
- Directeur de collection
- Documentaliste
- Écrivain, Écrivain public
- Éditeur
- Guide culturel
- Imprimeur
- Libraire
- Lithographe utilise une technique d’impression qui permet la création et la reproduction à de multiples exemplaires d’un tracé exécuté à l’encre ou au crayon sur une pierre calcaire[53].
- Maquettiste
- Restaurateur d'art
- Responsable éditorial, Journaliste
- Sérigraphe
- Traducteur et Interprète
- Typographe est celui qui choisit et compose avec des caractères.

## Commerce
- Acheteur
- Aide-caissier
- Antiquaire
- Animateur commercial
- Agent immobilier
- Agent de voyage
- Agent d'accueil touristique
- Agent de réservation
- Chargé de communication
- Chef de produit
- Chef de publicité
- Concepteur-rédacteur

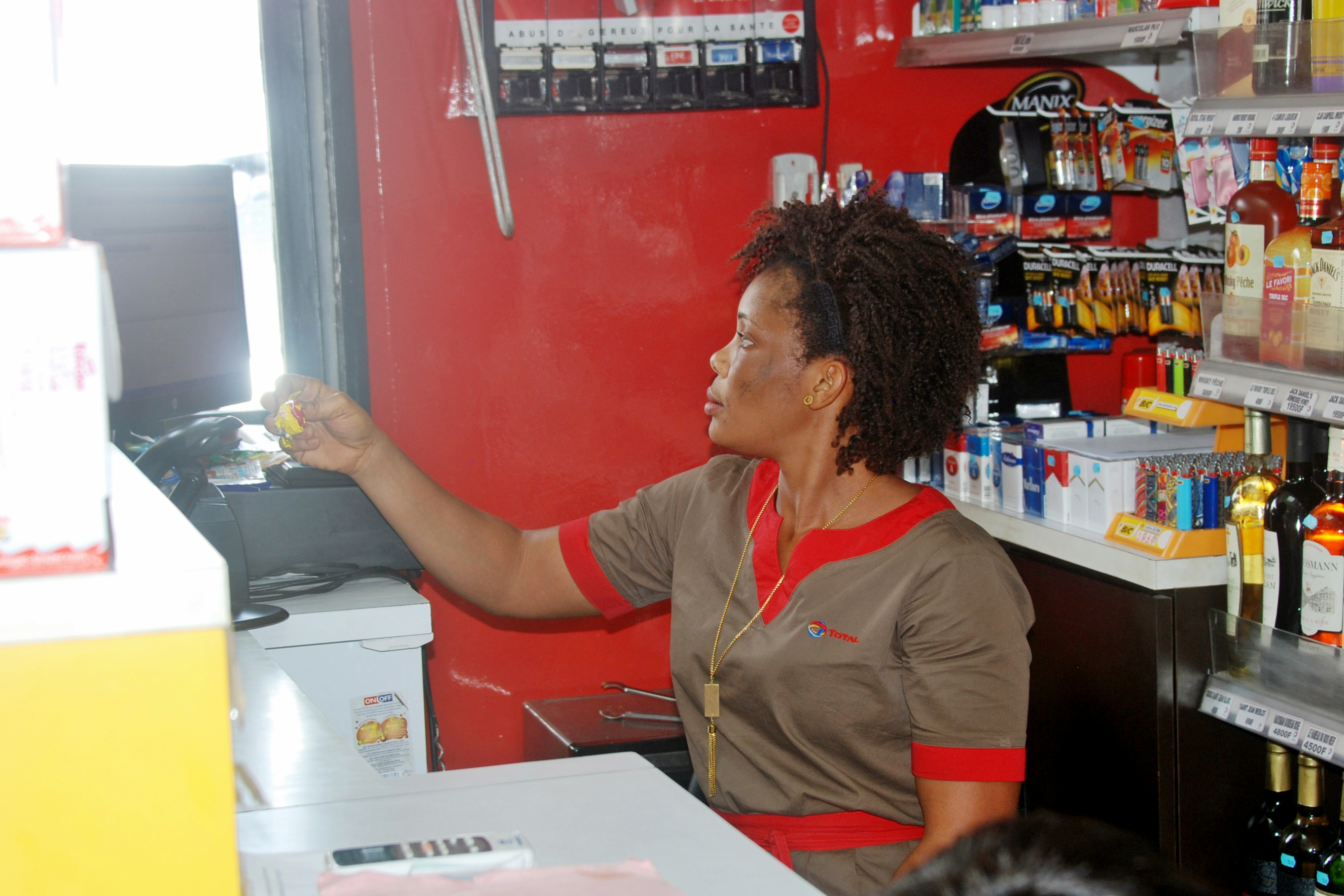
Caissière d'un supermarché franprix.

- Consultant en ingénierie touristique et culturelle
- Caissier
- Chef de rayon
- Commercial
- Cuisiniste
- Disquaire
- Droguiste
- Employé de commerce
- Épicier
- Esthéticien
- Étalagiste un travailleur qui expose ses marchandises en plein air, d'après le mot étalage et par extension le vendeur qui y travaille et qui doit attirer les clients[54].
- Grossiste
- Hôte d'accueil
- Hôtelier, Réceptionniste
- Ingénieur commercial
- Marbrier
- Marchand de journaux
- Média-planneur élabore un plan média en vue de prévoir et de coordonner les différents passages d'une campagne publicitaire dans les grands médias traditionnels et le web[55].
- Négociateur immobilier
- Parfumeur
- Planneur stratégique élabore les stratégies de communication d'une marque et d'en orienter l'exécution créative.
- Publicitaire
- Roughman est un métier consistant à transformer une photographie en dessin.
- Télévendeur
- Téléconseiller
- Styliste
- Vendeur
- Voyageur représentant placier (VRP) démarche une clientèle de particuliers ou d’entreprises pour le compte d’un ou plusieurs employeurs.

## Droit
- Administrateur de biens
- Administrateur civil
- Administrateur judiciaire
- Agent de police judiciaire
- Administrateur territorial
- Agent spécial
- Assesseur
- Assistant de justice
- Assistant juridique
- Auditeur de justice
- Auxiliaire de justice

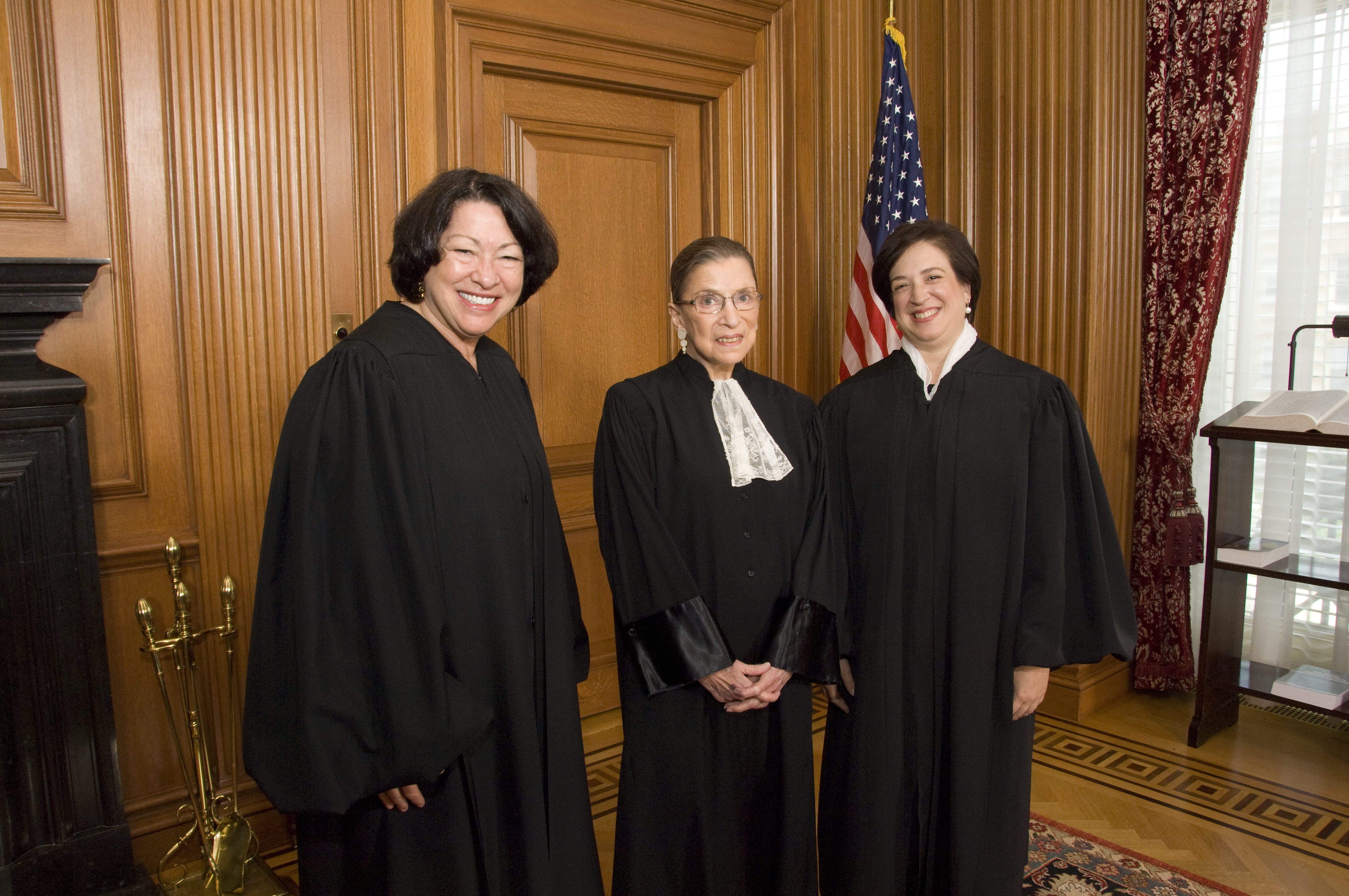
Magistrats et avocats.

- Avocat, Avocat en droit public, Solliciteur
- Bail bondsman est un agent de cautionnement.
- Barrister
- Clerc d'huissier de justice
- Clerc de notaire
- Commissaire de justice
- Commissaire-priseur
- Conseil des ventes volontaires de meubles aux enchères publiques
- Conseiller d'État ou Conseiller de cour d'appel
- Conseiller du salarié
- Corps supérieur des avocats de l'État
- Courtier piqueur juré est une profession liée au droit du commerce du vin.
- Créancier
- Directeur juridique
- Expert foncier et agricole
- Expert judiciaire
- Garde des Sceaux
- Greffier
- Huissier de justice
- Juge, Juge d'instance, Juge d'instruction, Juge aux affaires familiales, Juge de l'application des peines, Juge des enfants et Juge des tutelles.
- Juriste, Juriste assistant, Juriste de banque, Juriste en droit social et Juriste d'entreprise
- Magistrat
- Maître des requêtes
- Mandataire judiciaire
- Médiateur
- Juge-commissaire
- Notaire, Notaire public, Protonotaire
- Officier de police judiciaire
- Officier du ministère public
- Officier ministériel
- Parajuriste est un technicien du droit au Canada
- Procureur, Procureur d'État, Procureur général, Procureur général associé des États-Unis
- Rédacteur
- Substitut du procureur ou Substitut général
- Traducteur interprète officiel auprès des tribunaux.

## Éducation
- Animateur socioculturel
- Assistant de service social
- Assistant familial
- Assistante maternelle
- Aide-documentaliste

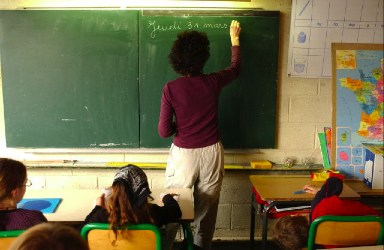
Cours donné par une maitresse d'école.

- Attaché temporaire d'enseignement et de recherche (ATER)
- Chef de laboratoire
- Chercheur dans l'élaboration de travaux participant à la recherche universitaire
- Conseiller d'éducation
- Conseiller d'orientation-psychologue (COP), chargé de l'orientation scolaire lors de la formation initiale des élèves.
- Conseiller en économie sociale et familiale
- Documentaliste
- Enseignant-chercheur
- Éducateur de jeunes enfants
- Éducateur spécialisé, Éducateur technique spécialisé
- Enseignant vacataire, présent majoritairement dans les universités.
- Formateur
- Instituteur, Maître ou professeur des écoles
- Lecteur (université)
- Maître de conférences (MCF)
- Moniteur-éducateur
- Professeur des universités (PU)
- Proviseur, Proviseur-Adjoint
- Professeur
- Professeur agrégé
- Psychologue en orientation
- Surveillant
- Technicien de laboratoire
- Technicien de l'intervention sociale et familiale
- Travailleur social

## Finances et gestion

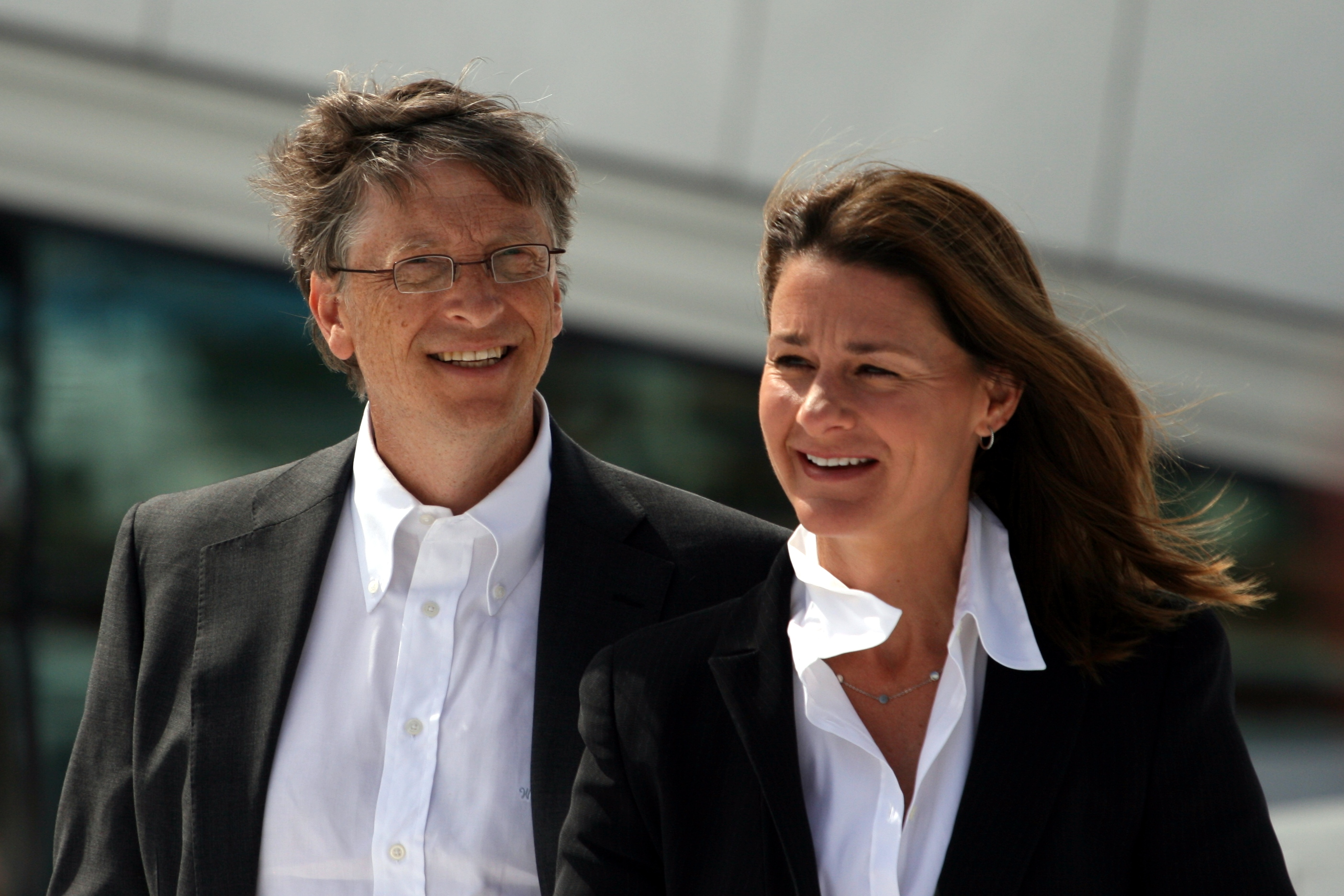
Bill Gates avec sa femme Melinda Gates.

- Actuaire analyse l'impact financier du risque et estime les flux futurs qui y sont associés
- Analyste financier
- Agent d'assurance
- Agent de change
- Agent d'entretien
- Cambiste est un opérateur professionnel spécialiste des opérations de change et de façon plus précise aujourd'hui un métier lié au marché des changes.
- Chargé de clientèle
- Chargé de communication
- Chasseur de têtes
- Consolideur est cadre financier responsable des travaux de consolidation comptable au sein d'une direction financière.
- Commissaire aux comptes
- Conseiller financier
- Conseiller fiscal
- Contrôleur , Contrôleur fiscal, Contrôleur de gestion, Contrôleur des risques
- Comptable
- Commercial, souvent appelé sales ou marketer dans une salle des marchés
- Courtier en bourse, Courtier en assurances
- Directeur de marché
- Directeur administratif et financier
- Directeur marketing
- Directeur des ressources humaines
- Directeur des engagements
- Directeur financier
- Employé d'assurance, Employé de banque
- Expert-comptable
- Fiscaliste
- Gérant de patrimoine
- Gérant de portefeuille
- Gestion financière
- Ingénieur financier
- Opérateur de marché ou, communément, trader
- Porte-parole
- Président-directeur général (PDG)
- Responsable RSE, cadre chargé de mettre en oeuvre la Responsabilité sociétale des entreprises (RSE)
- Secrétaire
- Technicien de surface
- Trader du commerce international de pétrole
- Trésorier

## Politique

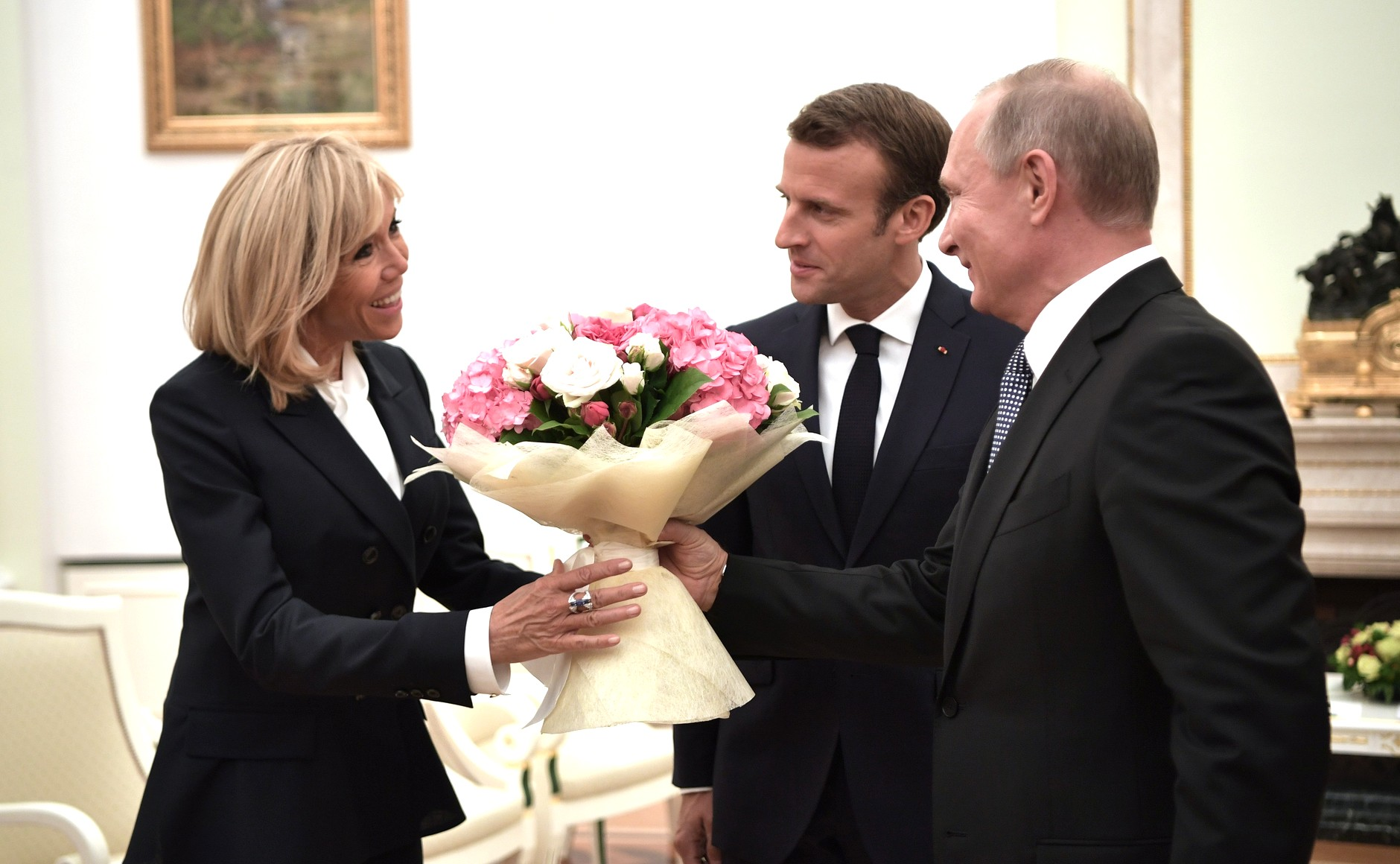
Vladimir Poutine offrant des roses à Brigitte Macron au Kremlin.

- Ambassadeur
- Assistant parlementaire
- Chef de cabinet
- Commissaire de district
- Consul
- Diplomate
- Directeur de cabinet
- Gouverneur
- Préfet
- Public Information Officer
- Secrétaire du cabinet
- Secrétaire permanent
- Secrétaire parlementaire privé
- Secrétaire royal

## Scientifique

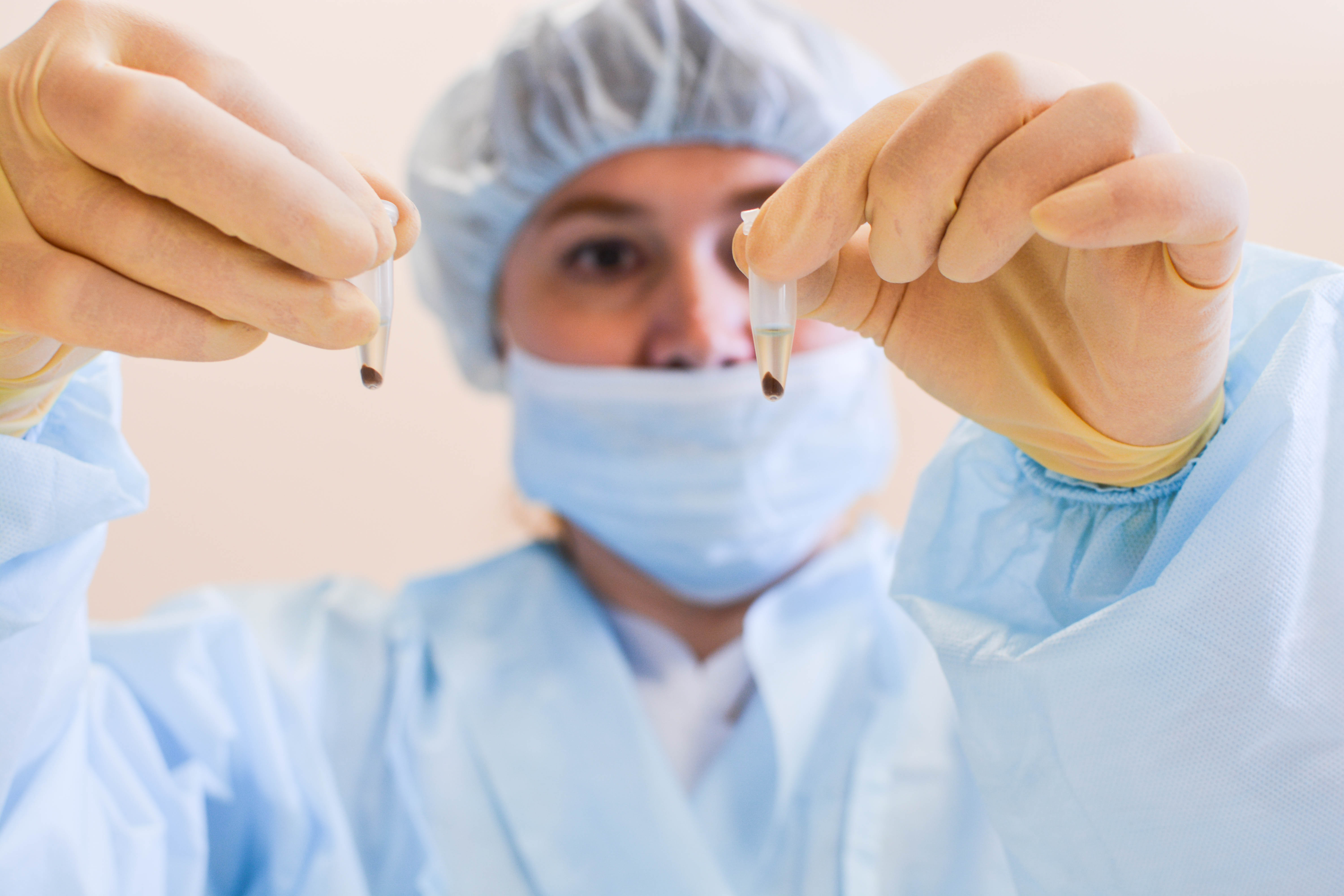
Laborantine.

- Anthropologue étudie l'être humain et les groupes humains sous tous leurs aspects, à la fois physiques (anatomiques, biologiques, morphologiques, physiologiques, évolutifs, etc.) et culturels
- Archéologue
- Astronome
- Astrophysicien
- Botaniste
- Biologiste
- Biochimiste
- Biophysicien
- Biomathématicien
- Cartographe
- Chercheur
- Chimiste
- Cryptologue
- Égyptologue
- Exobiologiste étudie des facteurs et processus géochimiques et biochimiques, pouvant mener à l'apparition de la vie et à son évolution[56],[57],[58].
- Économiste
- Éthologue mène des études scientifiques du comportement des espèces animales, y compris l'humain, dans leur milieu naturel ou dans un environnement expérimental, par des méthodes d'observation et de quantification des comportements animaux[59],[60].
- Ethnologue, Ergonome
- Généalogiste
- Géologue étudie la géologie des sols.
- Géographe
- Glaciologue
- Hydraulicien
- Historien
- Ingénieur, Ingénieur sites et sols pollués
- Mathématicien
- Météorologue, Climatologue
- Métrologue
- Naturaliste
- Paléontologue
- Physicien
- Sismologue
- Sociologue. Il doit mener des enquêtes qualitatives ou quantitatives auprès de tel groupe ou telle population, avant d'étudier, analyser, et interpréter ses observations ou ses résultats[61].
- Statisticien
- Technicien
- Technicien supérieur de maintenance d'éoliennes
- Technicien des fluides de forages, Technicien de surveillance de forages
- Technologue étudie la technique dans son concept le plus large.
- Thermodynamicien
- Vétérinaire
- Volcanologie
- Zoologiste, Gardien de zoo

## Santé

### Médical

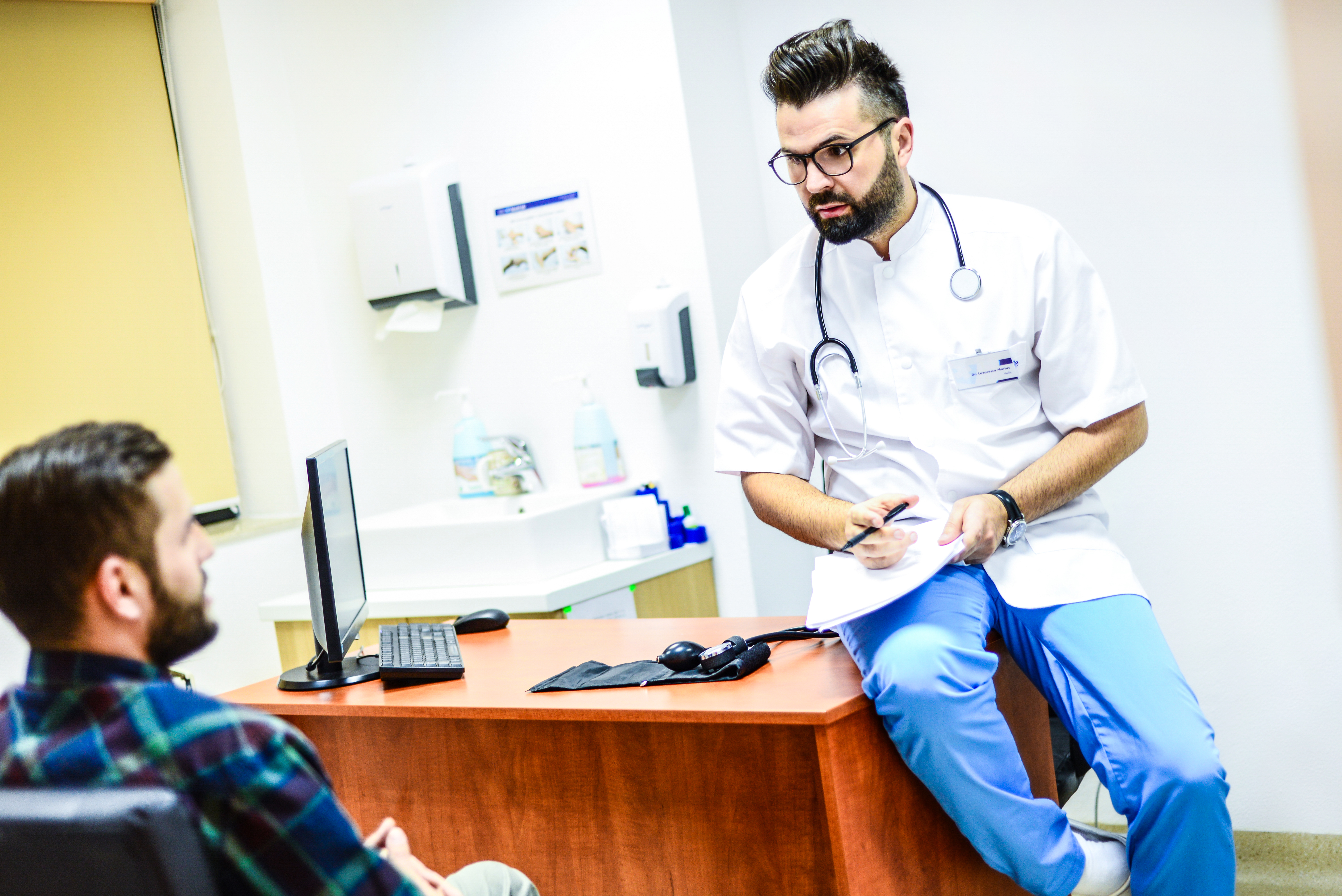
Médecin moldave en consultation avec un patient.

Les métiers de la santé comprennent l'ensemble des professionnels de la santé comme les médecins, les pharmaciens ou les sages-femmes ayant fait de longues études et qui se consacrent aux soins et au traitement des patients.
- Anesthésiste
- Chirurgien
- Chirurgien-dentiste
- Dentiste
- Gynécologue
- Médecin
- Ophtalmologue
- Pédiatre
- Pharmacien
- Professeur des universités-praticien hospitalier
- Psychiatre
- Sage-femme
- Urgentiste
- Urologue

### Paramédical
Les métiers du paramédical ne sont pas formés comme les médecins, les pharmaciens ou les sages-femmes, même s'ils se consacrent  aux soins et au traitement, en étroite collaboration avec les médecins.
- Ambulancier
- Aide-soignant
- Audioprothésiste
- Brancardier
- Chiropraticien
- Diététicien
- Ergothérapeute
- Hospitalier. Corps médical travaillant dans un hôpital.
- Infirmier
- Inhalothérapeute
- Kinésithérapeute
- Orthodontiste
- Orthophoniste
- Ostéopathe
- Orthésiste
- Orthoptiste
- Podologue
- Psychologue
- Psychomotricien
- Secrétaire médicale

## Sécurité

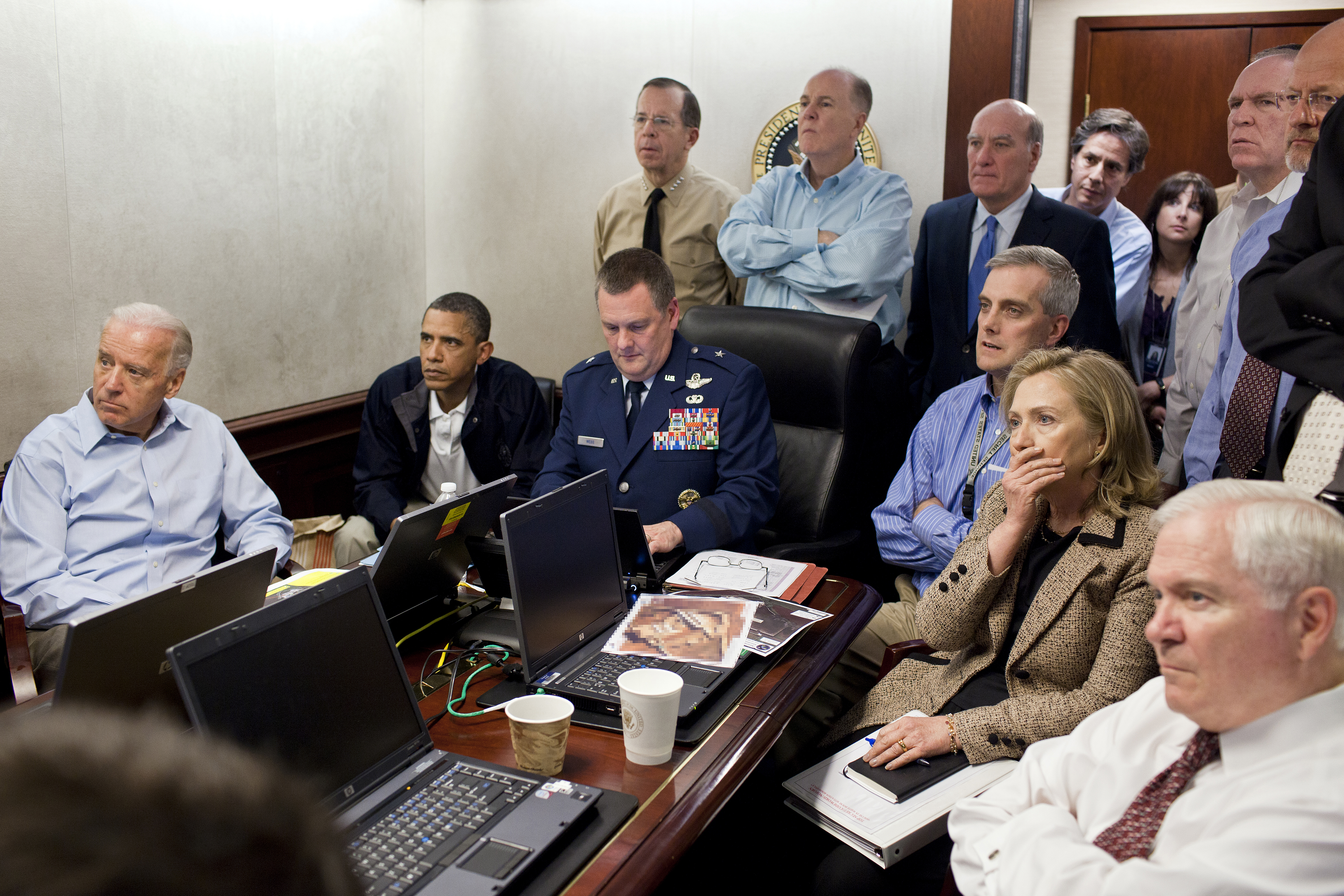
Le Général Marshall et le Président Obama pilotant dans la Situation Room l'opération contre Ben Laden

- Agent de prévention et de sécurité
- Agent cynophile
- Agent de sécurité, Agent de sécurité incendie certifié
- Agent de prévention des vols
- Agent de police judiciaire
- Agent spécial
- Commissaire de police , Commissaire général, Commissaire des armées
- Conducteur de chien de garde ou de défense
- Constable spécial est un métier du domaine de la sécurité existant au Québec.
- Démineur
- Détective
- Enquêteur d'assurances, Enquêteur de droit privé
- Espion
- Forces spéciales
- Gardien
- Garde forestier, Garde champêtre
- Garde du corps
- Gendarme
- Installateur d'alarme
- Inspecteur
- Militaire
- Officier, Officier de police judiciaire
- Opérateur en télésurveillance
- Plongeur de combat du génie
- Policier, Shérif
- Rondier intervenant effectue des rondes de surveillance en véhicule pour assurer la prévention des malveillances
- Pompier
- Vaguemestre
- Vigile

## Sport

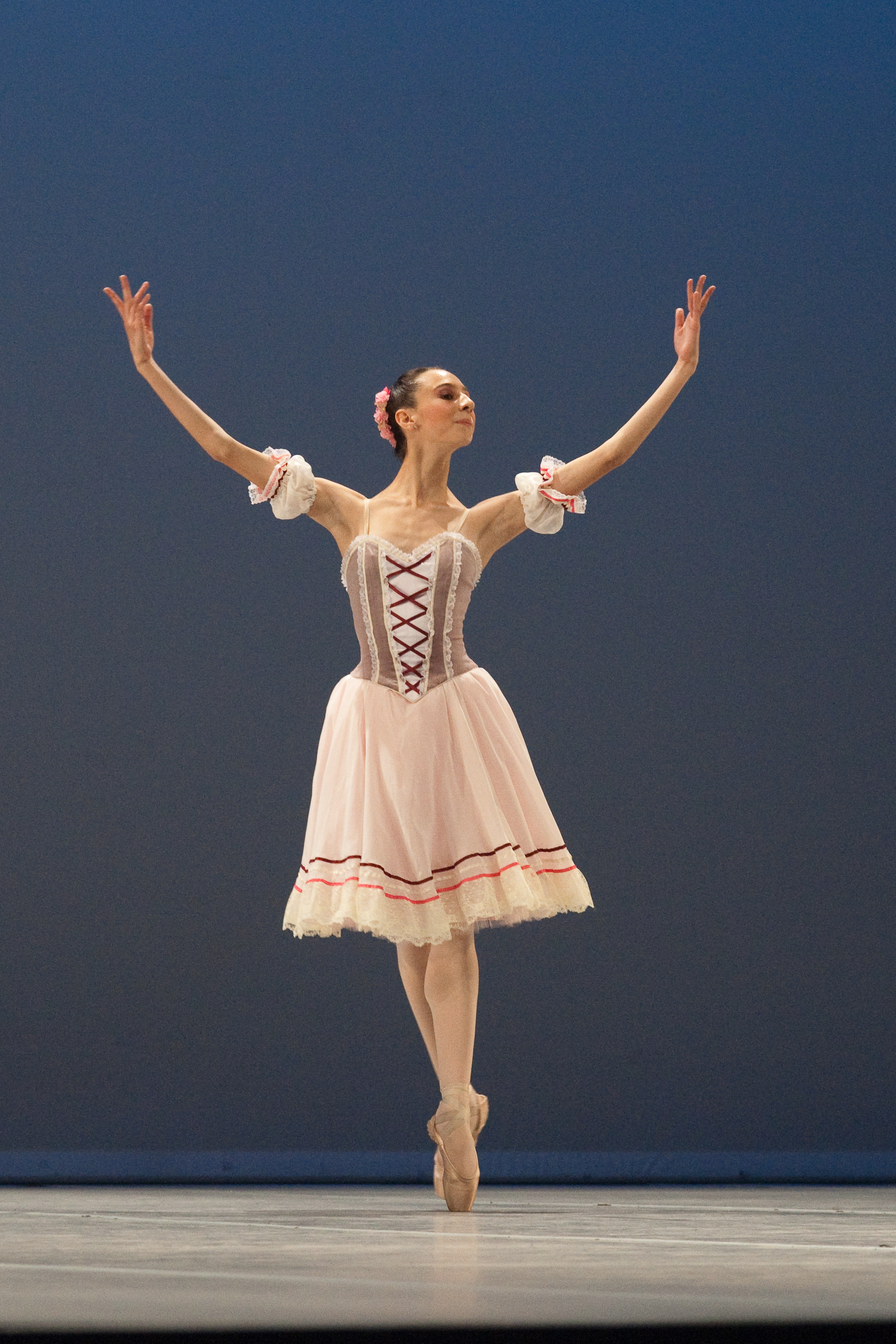
Danseuse à l'Opéra de Vienne

- Arbitre. Il s'agit d'un métier veillant au bon déroulement d'une rencontre sportive et du respect des règles du jeu.
- Agent de joueurs
- Chaperon (sport) est la personne chargée de surveiller un sportif, pour déjouer une éventuelle tentative de triche
- Chef de piste est un métier présent dans les sports équestres. Il conçoit les parcours de saut d'obstacles, de cross et de hunter. Il est responsable du bon déroulement et de l'équité des épreuves[62].
- Directeur sportif
- Éducateur sportif
- Entraîneur
- Guide de haute montagne
- Handicapeur est un analyste qui détermine à partir de leurs performances récentes les handicaps à attribuer à chacun des chevaux participant à une course afin d'équilibrer les chances de victoire
- Intendant de terrain de golf
- Journalisme sportif, Commentateur sportif, Observateur sportif
- Majorette. Réalise des figures artistiques avec un bâton de majorette.
- Moniteur de plongée
- Officiel (athlétisme), Officiel (football américain)
- Professeur de sport
- Ramasseur de balles, majoritairement présent pour le Tennis.
- Shaper est une personne fabriquant les planches de surf.
- Stadier est un métier inhérent à l'organisation des stades.
- Sportif de haut niveau : Concerne tous les sports.
- Strip-teaseur, Showgirl, Taxi danseur (en), Go-go danceur

## Technologies
- Accompagnateur du changement

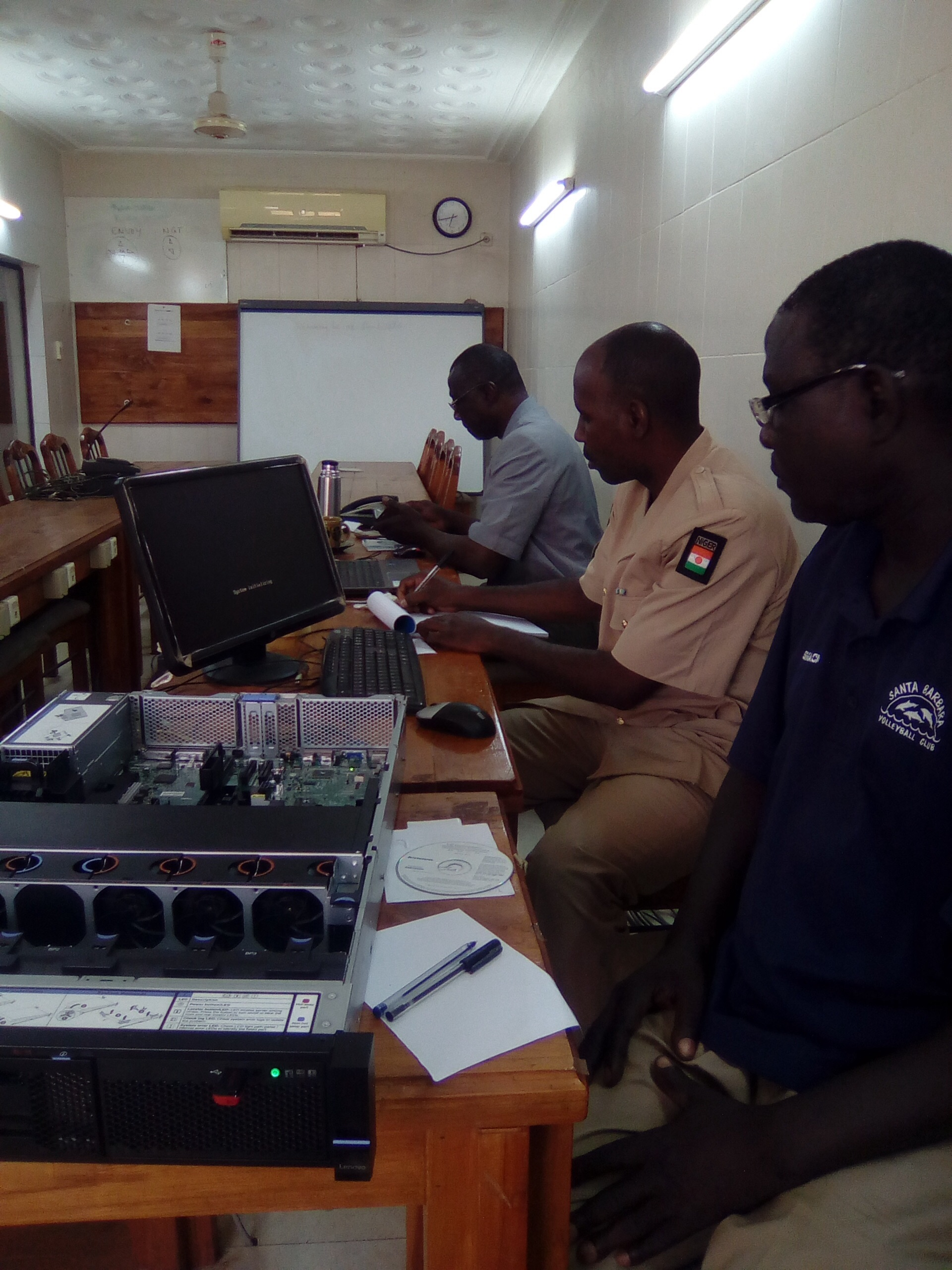
Informaticiens nigériens.

- Administrateur de réseaux : gère les équipements réseau (câblage, configuration des équipements réseaux, routage)
- Administrateur de système : administre les serveurs qui hébergent les services.
- Administrateur de stockage : assure la mise à disposition et l'accès aux données selon les besoins et l'usage
- Administrateur de bases de données (Database Administrator ou DBA) : assure l'administration des bases de données. Il peut aussi être chargé de la modélisation des données
- Administrateur de sécurité : assure la mise en place de la politique de sécurité. Il est responsable des accès internes et externes (droits applicatifs, flux réseaux), de la sécurité et de l'intégrité des données[63].
- Analyste
- Architecte de système
- Community manager
- Cogniticien
- Développeur, Développeur de jeux vidéo
- Directeur technique
- Graphiste : conçoit et crée les éléments graphiques.
- Illustrateur : crée les parties illustrées du site.
- Intégrateur
- Programmeur
- Référenceur : favorise le référencement naturel du site auprès des moteurs de recherche, il intervient dès la conception du site.
- Technicien de maintenance
- Technicien hotline
- Technicien réseau
- Webdesigner
- Webmaster : gère le site web et le met à jour. Il est souvent responsable du développement du trafic.
- Webmarketeur : élabore et met en place avec les autres acteurs, la stratégie marketing internet du site ou de l'organisation.

## Transports et logistique
- Affréteur, personne ou société qui loue un navire, un avion, un camion, etc. pour un temps déterminé ou pour un voyage particulier.
- Aiguilleur, Aiguilleur du ciel
- Armateur personne qui exploite à ses frais un ou plusieurs navires marchands ou de pêche, ce qui lui confère des responsabilités particulières, notamment vis-à-vis de ses clients.
- Astronaute, Cosmonaute, Spationaute ou taikonaute
- Capitaine de navire
- Cariste, personne conduisant un engin motorisé servant au déplacement de marchandises au sein d'une exploitation. Cet engin peut être, par exemple, un chariot élévateur.
- Chargeur
- Chauffeur de bus
- Chauffeur-livreur
- Chauffeur de poids-lourd
- Chauffeur de taxi
- Conducteur de funiculaire
- Commandant de bord
- Conducteur de train
- Conducteur de tramway
- Contrôleur des transports
- Contrôleur aérien
- Convoyeur de l'air
- Convoyeur de fonds
- Coursier
- Chaudronnier (aviation)
- Déménageur
- Docker est un ouvrier portuaire, travaillant dans les docks, employé au chargement et déchargement des navires arrivant au port[64],[65].
- Éclusier employé chargé de la gestion d'une écluse, voire de plusieurs.
- Entreposeur
- Éboueur
- Facteur
- Garagiste
- Hôtesse de l'air, steward
- Ingénieur en aéronautique
- Livreur
- Logisticien est un professionnel de la logistique, c'est-à-dire l'ensemble des méthodes d'organisation et de gestion de l'ensemble des flux et des stocks matériels d'une entreprise ou organisation[66],
- Marin dit aussi Matelot
- Magasinier
- Mécanicien auto, Mécanicien de course, Mécanicien d'aéronefs
- Moniteur d'auto-école
- Navigateur aérien
- Navigateur (marine), Batelier
- Péagiste
- Pilote de ligne
- Pilote d'avion
- Pilote de chasse
- Pilote d'hélicoptère
- Pilote d'essai
- Pompiste
- Régulateur
- Transporteur